# Le Socrate
Le Socrate är en fransk-tysk dramafilm från 1968 i regi av Robert Lapoujade.

## Utmärkelser
Filmen vann Juryns stora pris vid Filmfestivalen i Venedig 1968.

## Rollista i urval
- Pierre Luzan - Le Socrate
- René-Jean Chauffard - Lemay
- Martine Brochard - Sylvie
- Stéphane Fay - Pierre
- Jean-Pierre Sentier - Adam